# 細谷圭
細谷 圭（ほそや けい、1988年1月17日 - ）は、群馬県佐波郡境町（現：伊勢崎市）出身の元プロ野球選手（内野手）で野球指導者。右投右打。

## 経歴

### プロ入り前
境町立北中学校時代、2年生時は二塁手として試合に出場。2年生の夏以降、三塁手になるが、のちに遊撃手にコンバート。投手としても活躍。チームは佐波郡内負け無しで夏の県大会ベスト8に進出した。
太田市立商業高等学校時代は通算で46本の本塁打を放ち、「群馬のゴジラ」の異名をとった。右打者ながらライトに大きく伸びる打球が特徴。2005年夏の群馬大会は、同期でエースの相澤寿聡と共に決勝まで進出したものの、前橋商高に惜敗し甲子園出場はならなかった。パンチの効いた打撃が注目され、同年のドラフト会議で千葉ロッテマリーンズから高校生ドラフト4巡目で指名を受けた。

### ロッテ時代
2006年は高卒1年目ながら二軍で48試合に出場したが、打率.217、1本塁打に終わった。
2007年は二軍の4番として打率.270、チームトップの9本塁打・41打点を挙げ、中心選手として活躍した。守備でも三塁手を中心に内野の4ポジションすべてで起用され、ユーティリティーぶりをアピールした。
2008年は開幕から二軍で4，5番を打つものの、成績は平凡二軍の選手の中でも飛び抜けていい成績ではなかったが、チームの中心の一塁手である福浦和也、フリオ・ズレータの二人が二軍に落ち、一軍に一塁を守れる選手がホセ・オーティズしかいなかったため、4月13日に一軍登録。本職は三塁だが、借り物のグラブでその日「8番・一塁」でプロ入り初出場初スタメンし、7回にプロ初安打となる価値ある同点打を放ち、初のお立ち台も経験した。
2011年5月17日、対中日ドラゴンズ戦で右膝痛で登録抹消となった荻野貴司に代わり一軍に昇格し遊撃手として先発出場すると、5回にプロ6年目にして初の本塁打を放った。ところが、6月9日の阪神タイガース戦で右足首を負傷し、一軍に戻ったのは9月になった。
2013年は開幕から一軍に定着し、対左投手時のスタメンや今江敏晃の負傷時の三塁、代打、代走、守備要員とマルチな活躍を見せ自己最多の84試合に出場した。
2016年は、内野手登録ながら外野守備への挑戦も開始。同年のオープン戦では主に左翼手として出場した。この年から登場曲を応援歌にも使用されている「Dreamin'」に変更。開幕から一軍に定着し、5月15日対楽天戦では自身初となる満塁本塁打（代打逆転満塁本塁打）を放った。最終的に、規定打席には40打席程足らず到達こそならなかったものの、1年を通じて一軍登録を抹消されることなく、一塁・三塁・左翼の3ポジションを守り、自己最多の116試合に出場し102安打を放つなどの活躍をみせた。ソフトバンクとのクライマックスシリーズファーストステージにも出場した。細谷にとって飛躍の年となるシーズンであった。
2017年、2月25日の東京ヤクルトスワローズとのオープン戦で守備の際にフェンスに激突し、軽度の脳震盪と診断された。4月13日のオリックス・バファローズ戦に一軍昇格し右脇腹痛の角中勝也に代わってスタメン出場すると、7回に逆転3点本塁打を放った。41試合の出場、19安打と前年に比べ大きく数字を落とした。
2019年、6月9日読売ジャイアンツ戦で同年初安打、6月12日横浜DeNAベイスターズ戦で代打で出場し山﨑康晃から左翼へ適時二塁打を放つ。また5月12日に田村龍弘が右太もも裏の筋膜炎で抹消されると、高校時代に捕手を務めた経験があることから第3の捕手として準備をしていた。
2020年は開幕から二軍で過ごしていたが、10月6日、一軍選手複数名が新型コロナウイルス陽性判定を受けて離脱せざるを得なくなったことを受けて、「感染拡大防止特例2020」の代替指名選手として同年初の一軍昇格。出場選手登録された11選手の中では最年長であった。10月11日、対福岡ソフトバンクホークス戦（福岡PayPayドーム）9回表、一塁ランナーの井上晴哉の代走で同年初出場した。しかしこの1試合の出場のみで、16日、感染症から復帰した選手らとの入れ替わりで登録を抹消された。11月4日、戦力外通告を受ける。
12月26日、現役を引退し、ロッテに籍を置きつつ、2021年度からベースボール・チャレンジ・リーグ・富山GRNサンダーバーズにコーチとして派遣されることが発表された。4シーズン務め（その間、富山の所属リーグはBCリーグから日本海オセアンリーグ→日本海リーグと2度変わった）、2024年シーズン終了後の11月15日に派遣期間満了での退任が発表された。同日、ロッテに2軍打撃コーチとして復帰することが発表された。

## 選手としての特徴・人物
パンチ力を秘めた勝負強い打撃と、内・外野を守れるユーティリティー性が武器。
熱烈なBOØWYのファンであり、ロッテ時代は自身が打席に立つ際に同バンドの名曲『Dreamin'』を原曲とした応援歌が使用されていた。なお、BOØWYは細谷の出身地の群馬県にゆかりがある（メンバーの出身地など）。また、登録名をHOSØYAにしたいという願望を抱いており、2020年にロッテ球団が企画したマリンフェスタでは、ユニフォームの背ネームに選手のニックネームが使用されることになったが、細谷には｢HOSØYA｣が入ることが決まり、登録名ではないものの表記の夢は叶うこととなった。しかし、前述の通り開幕より10月5日まで二軍暮らしであったため、7月12日、8月23日、9月27日のマリンフェスタにてベンチ入りを果たすことはなく、10月6日に一軍昇格を果たしたが、10月18日に行われるこの年最後のマリンフェスタの直前である同16日に登録抹消されたため、｢HOSØYA｣表記のユニフォームを着用することはなかった。
ロッテ時代はお立ち台で「サンキュー、幕張！」の決め台詞でファンを沸かせ、2016年に発売された自身プロデュースのオリジナルタオルが即日完売で再販するなど、反響を呼んだ。

## 詳細情報

### 年度別打撃成績
| 年 度      | 球 団      | 試 合 | 打 席 | 打 数 | 得 点 | 安 打 | 二 塁 打 | 三 塁 打 | 本 塁 打 | 塁 打 | 打 点 | 盗 塁 | 盗 塁 死 | 犠 打 | 犠 飛 | 四 球 | 敬 遠 | 死 球 | 三 振 | 併 殺 打 | 打 率 | 出 塁 率 | 長 打 率 | O P S |
| ---------- | ---------- | ----- | ----- | ----- | ----- | ----- | -------- | -------- | -------- | ----- | ----- | ----- | -------- | ----- | ----- | ----- | ----- | ----- | ----- | -------- | ----- | -------- | -------- | ----- |
| 2008       | ロッテ     | 20    | 50    | 48    | 4     | 8     | 2        | 0        | 0        | 10    | 4     | 0     | 0        | 1     | 0     | 1     | 0     | 0     | 15    | 1        | .167  | .184     | .208     | .392  |
| 2010       | ロッテ     | 6     | 22    | 22    | 4     | 6     | 1        | 0        | 0        | 7     | 3     | 0     | 0        | 0     | 0     | 0     | 0     | 0     | 7     | 0        | .273  | .273     | .318     | .591  |
| 2011       | ロッテ     | 22    | 60    | 58    | 2     | 7     | 1        | 1        | 2        | 16    | 5     | 0     | 0        | 1     | 0     | 1     | 0     | 0     | 28    | 2        | .121  | .136     | .276     | .411  |
| 2012       | ロッテ     | 19    | 28    | 23    | 2     | 3     | 1        | 0        | 1        | 7     | 3     | 0     | 1        | 1     | 1     | 3     | 0     | 0     | 10    | 1        | .130  | .222     | .304     | .527  |
| 2013       | ロッテ     | 84    | 116   | 102   | 18    | 22    | 2        | 0        | 2        | 30    | 8     | 1     | 0        | 3     | 1     | 10    | 0     | 0     | 29    | 2        | .216  | .283     | .294     | .577  |
| 2014       | ロッテ     | 45    | 39    | 33    | 6     | 7     | 0        | 0        | 0        | 7     | 0     | 1     | 1        | 2     | 0     | 3     | 0     | 1     | 8     | 1        | .212  | .297     | .212     | .509  |
| 2015       | ロッテ     | 16    | 14    | 10    | 4     | 3     | 0        | 0        | 0        | 3     | 2     | 1     | 0        | 0     | 1     | 3     | 0     | 0     | 1     | 0        | .300  | .429     | .300     | .729  |
| 2016       | ロッテ     | 116   | 404   | 371   | 45    | 102   | 23       | 4        | 3        | 142   | 40    | 9     | 4        | 11    | 1     | 18    | 0     | 3     | 93    | 6        | .275  | .313     | .383     | .696  |
| 2017       | ロッテ     | 41    | 106   | 100   | 8     | 19    | 3        | 2        | 2        | 32    | 13    | 0     | 0        | 1     | 0     | 5     | 0     | 0     | 38    | 2        | .190  | .229     | .320     | .549  |
| 2018       | ロッテ     | 21    | 27    | 22    | 4     | 4     | 1        | 0        | 0        | 5     | 1     | 1     | 0        | 1     | 0     | 4     | 0     | 0     | 3     | 0        | .182  | .308     | .227     | .535  |
| 2019       | ロッテ     | 29    | 20    | 19    | 3     | 3     | 1        | 0        | 0        | 4     | 1     | 0     | 0        | 0     | 0     | 1     | 0     | 0     | 7     | 0        | .158  | .200     | .211     | .411  |
| 2020       | ロッテ     | 1     | 0     | 0     | 0     | 0     | 0        | 0        | 0        | 0     | 0     | 0     | 0        | 0     | 0     | 0     | 0     | 0     | 0     | 0        | ----  | ----     | ----     | ----  |
| 通算：12年 | 通算：12年 | 420   | 886   | 808   | 100   | 184   | 35       | 7        | 10       | 263   | 80    | 13    | 6        | 21    | 4     | 49    | 0     | 4     | 239   | 15       | .228  | .274     | .325     | .599  |

### 年度別守備成績
| 年 度 | 球 団  | 一塁  | 一塁  | 一塁  | 一塁  | 一塁  | 一塁     | 三塁  | 三塁  | 三塁  | 三塁  | 三塁  | 三塁     | 遊撃  | 遊撃  | 遊撃  | 遊撃  | 遊撃  | 遊撃     | 外野  | 外野  | 外野  | 外野  | 外野  | 外野     |
| 年 度 | 球 団  | 試 合 | 刺 殺 | 補 殺 | 失 策 | 併 殺 | 守 備 率 | 試 合 | 刺 殺 | 補 殺 | 失 策 | 併 殺 | 守 備 率 | 試 合 | 刺 殺 | 補 殺 | 失 策 | 併 殺 | 守 備 率 | 試 合 | 刺 殺 | 補 殺 | 失 策 | 併 殺 | 守 備 率 |
| ----- | ------ | ----- | ----- | ----- | ----- | ----- | -------- | ----- | ----- | ----- | ----- | ----- | -------- | ----- | ----- | ----- | ----- | ----- | -------- | ----- | ----- | ----- | ----- | ----- | -------- |
| 2008  | ロッテ | 3     | 31    | 0     | 0     | 2     | 1.000    | 15    | 9     | 18    | 1     | 0     | .964     | -     | -     | -     | -     | -     | -        | -     | -     | -     | -     | -     | -        |
| 2010  | ロッテ | -     | -     | -     | -     | -     | -        | 4     | 0     | 8     | 2     | 0     | .800     | -     | -     | -     | -     | -     | -        | -     | -     | -     | -     | -     | -        |
| 2011  | ロッテ | -     | -     | -     | -     | -     | -        | 3     | 1     | 5     | 0     | 1     | 1.000    | 18    | 22    | 31    | 1     | 6     | .981     | -     | -     | -     | -     | -     | -        |
| 2012  | ロッテ | 17    | 73    | 8     | 1     | 8     | .988     | 1     | 0     | 1     | 0     | 0     | 1.000    | -     | -     | -     | -     | -     | -        | -     | -     | -     | -     | -     | -        |
| 2013  | ロッテ | 46    | 149   | 19    | 1     | 10    | .994     | 21    | 9     | 20    | 0     | 1     | 1.000    | 4     | 7     | 6     | 0     | 1     | 1.000    | -     | -     | -     | -     | -     | -        |
| 2014  | ロッテ | 29    | 62    | 3     | 1     | 5     | .985     | 9     | 4     | 7     | 1     | 0     | .917     | 5     | 8     | 6     | 1     | 3     | .933     | -     | -     | -     | -     | -     | -        |
| 2015  | ロッテ | 8     | 20    | 0     | 0     | 2     | 1.000    | 4     | 1     | 2     | 0     | 0     | 1.000    | 1     | 0     | 1     | 0     | 0     | 1.000    | -     | -     | -     | -     | -     | -        |
| 2016  | ロッテ | 74    | 410   | 32    | 3     | 32    | .993     | 49    | 40    | 64    | 5     | 6     | .954     | -     | -     | -     | -     | -     | -        | 12    | 15    | 3     | 0     | 0     | 1.000    |
| 2017  | ロッテ | 6     | 29    | 4     | 2     | 3     | .943     | -     | -     | -     | -     | -     | -        | -     | -     | -     | -     | -     | -        | 28    | 38    | 0     | 0     | 0     | 1.000    |
| 2018  | ロッテ | 4     | 13    | 1     | 0     | 1     | 1.000    | -     | -     | -     | -     | -     | -        | -     | -     | -     | -     | -     | -        | 6     | 6     | 0     | 1     | 0     | .857     |
| 2019  | ロッテ | 4     | 3     | 0     | 0     | 0     | 1.000    | -     | -     | -     | -     | -     | -        | -     | -     | -     | -     | -     | -        | 3     | 7     | 0     | 0     | 0     | 1.000    |
| 通算  | 通算   | 191   | 790   | 67    | 8     | 63    | .991     | 106   | 64    | 125   | 9     | 8     | .955     | 28    | 37    | 44    | 2     | 10    | .976     | 49    | 66    | 3     | 1     | 0     | .986     |

### 表彰
- 月間サヨナラ賞：1回（2016年9月）
- ファーム日本選手権MVP：1回（2010年）

### 記録
初記録
- 初出場・初先発出場：2008年4月13日、対北海道日本ハムファイターズ6回戦（千葉マリンスタジアム）、8番・一塁手で先発出場
- 初打席：同上、3回裏にライアン・グリンから三塁ゴロ
- 初安打・初打点：同上、7回裏にライアン・グリンから右前適時打
- 初本塁打：2011年5月17日、対中日ドラゴンズ1回戦（QVCマリンフィールド）、5回裏に川井雄太から左越ソロ
- 初盗塁：2013年4月18日、対北海道日本ハムファイターズ5回戦（札幌ドーム）、7回表に二盗（投手：河野秀数、捕手：鶴岡慎也）

その他の記録
- 3試合連続三塁打（2016年3月30日 - 4月2日）※パ・リーグタイ記録、右打者では長嶋茂雄以来56年ぶりの記録[25]

### 背番号
- 59（2006年 - 2020年）
- 76（2021年 - 2024年）
- 82（2025年 - ）

### 登場曲
- 「BAD FEELING (25YEARS ANNIVERSARY VERSION)」布袋寅泰
- 「BANG THE BEAT」氷室京介
- 「KISS ME」氷室京介
- 「Wild Romance」氷室京介
- 「GOOD SAVAGE」COMPLEX
- 「サバイバル」GLAY
- 「Dreamin'」BOØWY
- 「BE MY BABY」COMPLEX